# .cr
.cr je vrhovna internetska domena (country code top-level domain - ccTLD) za Kostariku. Domenom upravljaju NIC-Internet Costa Rica i Nacionalna akademija znanosti Kostarike.

## Vanjske poveznice
- IANA .cr whois informacija  Arhivirana inačica izvorne stranice od 21. travnja 2006. (Wayback Machine)